# Crazy Beat
Crazy Beat är den brittiska alternativa rockgruppen Blurs tjugofemte singel, utgiven den 7 juli 2003. Som bäst nådde singeln plats 18 på brittiska topplistan. Detta var andra singeln från albumet Think Tank. 

## Låtlista
Samtliga låtar är skrivna av Albarn/James/Rowntree utom The Outsider (Albarn/Coxon/James/Rowntree)
- CD

1. "Crazy Beat"
2. "Don't Be"
3. "Crazy Beat" (alternative video)

- DVD

1. "Crazy Beat" (video)
2. "Don't Be"
3. "The Outsider"
4. "Crazy Beat" (animatic)

- 7"

1. "Crazy Beat"
2. "The Outsider"